# Condizionamento degli alimenti
Il condizionamento degli alimenti corrisponde a quella procedura che è stata creata dai "centri di raccolta" o opifici ognuno dei quali ne ha una ben specifica derivante dalla logistica in suo possesso, dal know how acquisito ma anche e più semplicemente dagli spazi presenti nel proprio stabilimento nonché dalla tecnologia delle strutture e dei macchinari di cui dispone.

Tale processo inizia con il trasporto dei frutti raccolti dal campo natìo fino allo stabilimento.
Solitamente il mezzo di trasporto viene pesato al "lordo" del carico trasportato per poi essere nuovamente pesato da solo come "tara" del carico; se il carico viene trasportato con i Bins allora anch'essi vengono sottratti al peso "netto" per dare l'effettivo peso del prodotto finale.

Una volta scaricato a mano, con carrelli a mano o con carrelli elevatori, il prodotto viene immerso in speciali miscele per il lavaggio e un primo trattamento chimico leggero per l'antimuffa; subito dopo il prodotto viene lasciato ad asciugare in determinati spazi per il tempo necessario.

Lo step successivo è lo stoccaggio in celle frigorifere per il futuro confezionamento in cassette, cartoni o quant'altro di adatto per il suddetto prodotto e per il mercato.
Prima di essere confezionato deve essere controllato da personale specializzato e da macchinari in grado di capire e rimuovere lo scarto in quanto semplicemente non consono all'immissione sul mercato; all'interno di questa catena altri macchinari si occupano della calibratura e cioè della divisione del prodotto in base alla grandezza del prodotto.

È facile comprendere che ogni centro di raccolta si basi su queste linee guida ma che cambi e alterni i suddetti processi a seconda delle variabili su citate nonché a seconda del prodotto che si appresta a trattare.